# Wellsburg (Iowa)
Wellsburg és una població dels Estats Units a l'estat d'Iowa. Segons el cens del 2000 tenia 716 habitants.

## Demografia
Segons el cens del 2000, Wellsburg tenia 716 habitants, 338 habitatges, i 201 famílies. La densitat de població era de 279,2 habitants/km².
Dels 338 habitatges en un 23,4% hi vivien nens de menys de 18 anys, en un 53% hi vivien parelles casades, en un 4,7% dones solteres, i en un 40,5% no eren unitats familiars. En el 37,9% dels habitatges hi vivien persones soles el 26,6% de les quals corresponia a persones de 65 anys o més que vivien soles. El nombre mitjà de persones vivint en cada habitatge era de 2,12 i el nombre mitjà de persones que vivien en cada família era de 2,81.
Per edats la població es repartia de la següent manera: un 21,8% tenia menys de 18 anys, un 4,6% entre 18 i 24, un 22,3% entre 25 i 44, un 23% de 45 a 60 i un 28,2% 65 anys o més.
L'edat mediana era de 46 anys. Per cada 100 dones de 18 o més anys hi havia 78,9 homes.
La renda mediana per habitatge era de 30.417 $ i la renda mediana per família de 38.750 $. Els homes tenien una renda mediana de 30.724 $ mentre que les dones 21.250 $. La renda per capita de la població era de 17.636 $. Entorn del 4,5% de les famílies i el 6% de la població estaven per davall del llindar de pobresa.

## Poblacions més properes
El següent diagrama mostra les poblacions més properes.